# Michael Rodrigues
Michael Rodrigues (* 19. Oktober 1884 in Ahmednagar, Maharashtra, Britisch-Indien; † 12. Oktober 1964) war Bischof von Belgaum.

## Leben
Michael Rodrigues empfing am 19. Dezember 1919 das Sakrament der Priesterweihe.
Am 19. September 1953 ernannte ihn Papst Pius XII. zum Bischof von Belgaum. Der Erzbischof von Bombay, Valerian Kardinal Gracias, spendete ihm am 30. November desselben Jahres die Bischofsweihe; Mitkonsekratoren waren der Erzbischof von Goa und Daman, José Vieira Alvernaz, und der Bischof von Poona, Andrew Alexis D’Souza.
Am 15. März 1964 trat Michael Rodrigues als Bischof von Belgaum zurück und wurde zum Titularbischof von Equizetum ernannt.